# Taiwanische Badmintonmeisterschaft 1978
Die Taiwanische Badmintonmeisterschaft der Saison 1977/1978 fand vom 3. bis zum 6. November 1977 statt. Es war die 23. Auflage der nationalen Titelkämpfe von Taiwan im Badminton.

## Titelträger
| Disziplin    | Sieger                                              |
| ------------ | --------------------------------------------------- |
| Herreneinzel | Liao Kun-fu                                         |
| Dameneinzel  | Huang Shui-chi                                      |
| Herrendoppel | Chung Tsung-lieh Liao Kun-fu                        |
| Damendoppel  | 陳麗嬌 (Chen Li-chiao) 陳麗玉 (Chen Li-yu)          |
| Mixed        | 莊菊香 (Chuang Chu-hsiang) 李政憲 (Lee Cheng-hsien) |